# 피아노 소나타 28번 (베토벤)
피아노 소나타 28번 가장조, 작품 번호 101은 루트비히 판 베토벤에 의해 작곡된 피아노 소나타이다. 작곡된 시기는 1816년 무렵이며, 출판은 1817년에 이루어졌다. 헌정은 피아니스트였던 도로테아 폰 에르트만 남작부인에게 이루어졌다.
이 소나타는 일반적으로 베토벤의 마지막 시기로 간주되는 시기의 시작을 의미한다. 형태는 더 복잡해지고, 아이디어는 더 광범위해지며, 감촉은 더 다양해지고, 주제와 모티브의 처리는 이전보다 훨씬 더 정교해졌다. 작품 번호 101은 이 새로운 양식을 잘 예시했고, 베토벤은 새롭게 확장된 당시의 건반 범위를 활용했다.

## 개요
전후의 혼란, 사생활상에서의 실망 등에 의해 작곡의 붓이 나아가지 않게 되어 있었던 베토벤이었지만, 1815년에 작품 번호 102의 첼로 소나타 4번과 5번를 완성했고, 다음 해에는 연작 가곡인 멀리 있는 연인에게를 완성시켰다. 그리고 이것들에 이어지는 형태로 완성된 것이 작품 번호 101의 이 피아노 소나타이다.
작곡은 1816년의 여름에 요양 시설로 알려진 빈의 바덴바이빈에서 대부분 행해지고 있어, 원고에는 같은 해 11월의 날짜가 보여진다. 이렇게 해서 태어난 이 작품은 베토벤의 낭만기 · 칸타빌레기에서 후기로의 중개의 길목 역할을 하고 있으며, 26번 고별이나 27번 소나타와 같은 풍요로운 가요성을 갖추면서 고고한 경지에 도달하는 후기 양식의 특질을 겸비하고 있다. 안톤 쉰들러에 의하면, 작곡자 자신은 이 작품이 "인상(印象)과 환상(幻想)을 속에 지녔다"고 말했다고 한다. 작곡자의 후기 소나타의 더 내밀한 성격은 아마도 그의 귀먹음과 어느 정도 관련이 있을 것이다. 이 단계에서는 그의 청각 장애가 거의 완전해졌고, 그를 사회로부터 완전히 고립시켰기 때문에, 친구 및 방문객과 소통하는 그의 유일한 수단은 필기장을 통해서였다.
악보의 초판은 1817년 2월에 빈의 슈타이너 출판사를 통해 간행되었고, 헌정은 도로테아 에르트만 남작부인에게 이루어졌다. 멘델스존이나 쉰들러도 칭찬했을 만큼 뛰어난 피아니스트였던 에르트만은, 이때 이미 10년지기인 베토벤의 제자였다. 부인의 연주를 높이 평가하고 있었던 베토벤은 1817년 2월 23일의 서간을 통해 "진작부터 당신에게 드리려고 생각하고 있었던 것으로, 당신의 예술적 천분과 당신의 인품에 대한 경애의 표명이 될 것입니다."라고 써 보내고 있다.
피아니스트 안드라스 쉬프는 본 작품과 같은 시기에 베토벤에 의해 쓰인 《첼로 소나타 5번》이 구조적으로 매우 유사하다는 점을 발견했다.

## 악장 구성
작품은 세 개의 악장으로 이루어져 있다:
1. Etwas lebhaft, und mit der innigsten Empfindung. Allegretto, ma non troppo
2. Lebhaft, marschmäßig. Vivace alla marcia
3. Langsam und sehnsuchtsvoll. Adagio, ma non troppo, con affetto - Geschwind, doch nicht zu sehr, und mit Entschlossenheit. Allegro

총 연주 시간은 약 19분 정도 소요된다.

### 제1악장. 다소 활발하게, 극히 내성적인 감정을 곁들여. 알레그레토, 마 논 트로포.
6/8 박자, 가장조, 소나타 형식.
형식적으로는 지극히 자유스러우면서도 몽상 속에 숨쉬는 자연스러운 흐름이 훌륭한 조화를 이뤄내고 있다. 첫머리부터 악보 1의 가요적 선율이 속화음으로 시작된다.
악보 1
잔잔한 추이를 거쳐 제2주제가 연주된다. 이 주제에는 색다른 프레이징이 지정되어 있다(악보 2).
악보 2
에스프레시보 에 셈플리체의 결미구에서는 마디 선을 넘는 붙임줄에서 부드럽게 화음이 연주된다. 제시부의 반복은 마련되어 있지 않고, 전개부에서는 제시부 소결미의 화음 리듬을 이은 채 제1주제 서두가 다루어져 간다. 크레셴도로부터 포르테에 이르지만, 곧바로 침착성을 되찾으며, 의식시키지 않고 자연스럽게 제1주제가 재현된다. 짧게 묶인 첫 번째 주제가 끝나면, 가장조로 두 번째 주제가 이어지고, 다시 마디 선을 넘는 붙임줄에서 박자 절감은 모호해진다. 재현부는 악장 중 유일한 포르테시모로 끝을 맞이하며, 온화한 코다로 잔잔하게 악장을 닫는다.

### 제2악장. 활발하게, 행진곡 풍으로. 비바체 알라 마르치아
4/4박자, 바장조, 세도막 형식.
슈만의 음악을 예감케 하는, 부점 리듬의 도약을 특징으로 한 행진곡풍의 음악이다. 일변하여 주제노작적이며 고도의 화성법, 전조기법으로 전개되어 긴장감이 높다. 제1부 전체가 서두에 나오는 익버 3을 소재로 구성된다. 도중에 셈프레 · 레가트가 되어 서스테인 페달을 밟은 채 성부가 서로 응답하는 부분은 인상적인 울림을 가져오고 있다.
악보 3
내림나장조의 중간부에서는 호른의 신호 같은 음형에 인도되며, 악보 4의 카논이 개시된다.
악보 4
중간부 자신도 ABA＇의 형식이 되어 있어, 중간부에 해당하는 부분도 카논으로 쓰여 있다. 트릴 밑으로 주제가 회귀하고, 이후 악보 4의 서두의 리듬이 새겨지는 가운데, 제1부 행진곡조의 주제가 점차 모습을 나타내고, 다 카포에서 악장의 서두로 돌아간다.

### 제3악장. 느릿하고 동경에 찬 표정으로. 아다지오, 마 논 트롭포, 콘 아페토 ― 빠르게, 그러나 너무 빠르지 않게, 또한 결연하게. 알레그로
"2/4 - 6/8 박자", "가단조 - 가장조".
완서악장을 서주로 한 피날레로 볼 수 있다. 서주부 전체에 걸쳐 약음 페달을 밟도록 지정되어 있고, 적막감이 넘치는 악상이 연주된다. 서주부는 악보 5에 나오는 셋잇단음표를 포함한 음형으로 구성된다. 이 부분의 마지막에 놓여지는 논 프레스트의 카덴차는 "조금씩 현을 늘린다"라고 지시되고 있지만, 이것은 당시의 피아노에서는 약음 페달을 밟는 방법에 의해 통상 3현을 두드리는 하머를 차례차례 2현, 1현으로 변화시킬 수 있을 만큼 디딤이 깊게 할 수 있던 것을 염두에 두고 있어, 현대 피아노의 약음 페달 디딤의 얕음에서는 지시대로의 연주는 실현 불가능하다.
악보 5
약음 페달을 떼면 1악장의 주제가 회상되는데, 여기에서는 프레이즈 사이에 페르마타를 붙인 쉼표가 놓여 있다. 이후 긴 트릴에 이끌려 당당한 소나타 형식의 주부로 옮겨간다. 첫 번째 주제는 주제를 모방하면서 진행되는 발랄한 것이다(악보 6).
악보 6
제1주제는 좌우의 손을 바꾸면서 진행되고, 추이가 클라이막스에 이르면 제2주제가 나타난다(악보 7). 사랑스러운 제2주제는 금세 제1주제에 의한 코데타로 대체되어 제시부가 반복된다.
악보 7
전개부는 저음부가 제시부 결미의 음형을 이어받아 부드럽게 시작된다. 이 때, 상 성부에서는 악보 1에서 유래한 에피소드가 연주되어 악장 간의 관련성을 공고히 하고 있다. 정적을 깨뜨리는 포르테시모에 이어, 다장조로 악보 6에 근거한 4성의 푸가가 개시된다. 자유로운 전개를 거쳐 스트레치에 이른 뒤 저음부에서 주제의 네 배 확대형이 나오고, 이를 신호로 아르페지오가 넓은 음역을 뛰어올라 재현부가 된다. 재현부에서는 첫 번째 주제가 짧게 정리되고, 두 번째 주제는 가장조에서 출현한다. 재현부의 결미구 음형을 미루는 형태로 코다에 들어가는데, 전개부와 마찬가지로 이것이 가려지면, 제1주제를 기반으로 대위법적으로 전개된다. 속도와 음량을 줄이며 잦아들다가 갑자기 원래 템포로 돌아가 승리를 선언하는 듯한 화음의 강주로 전곡을 마무리 한다.

## 같이 보기
- 루트비히 판 베토벤의 작품 목록
- 베토벤의 피아노 소나타
- 베토벤의 후기 피아노 소나타